# Gele veenzweefvlieg
De gele veenzweefvlieg (Sericomyia silentis) is een insect uit de familie zweefvliegen (Syrphidae).

## Beschrijving
Deze zweefvlieg wordt ongeveer 13 tot 15 millimeter lang en is daarmee groter dan de meeste soorten. Het achterlijf heeft iets weg van een wesp; een zwarte basiskleur met een gele 'ring' aan de achterzijde, en aan weerszijden op het midden van het achterlijf drie heldere, dunne, gele banden, die elkaar meestal net niet raken. Ook de halvemaanzweefvliegen hebben een soortgelijk patroon, maar deze vlekken zijn meer sikkelvormig en het lichaam blijft veel kleiner. Alle drie de paarsgewijze banden verschillen iets, de onderste twee zijn vaak meer versmolten dan de middelste twee en het bovenste paar ligt wat verder uit elkaar.

## Voedsel
De gele veenzweefvlieg leeft van nectar en stuifmeel van diverse planten. Uit studies blijkt dat vooral braam (Rubus fruticosus) en diverse distelsoorten (Cirsium) het meest bezocht worden. De zweefvlieg is lichtbehaard behalve de punt van het achterlijf, die is juist dichtbehaard, en speelt een rol als bestuiver.

## Algemeen
In Nederland is de soort vrij algemeen, in België wordt de gele veenzweefvlieg in meer versnipperde populaties aangetroffen. De vlieg leeft in heide- of veen-achtige gebieden, altijd in de buurt van kleine poeltjes of vennetjes. De larven van de gele veenzweefvlieg leven namelijk in voedselrijk maar zuurstofarm water, waar andere insectenlarven geen kans maken. Om toch aan zuurstof te komen heeft de larve een unieke manier van ademen gevonden; een relatief zeer lange, uitschuifbare buis die tot het wateroppervlak reikt. Zo leeft de larve onder water, maar haalt adem boven water, zonder zelf te bewegen. Dit soort larven worden ook wel rattestaartlarven genoemd, en ook de blinde bij (Eristalis tenax), een andere zweefvlieg, kent een dergelijke larve.